# Comuna Objila, Balta
Objila (în ucraineană Обжиле, transliterat: Objîle) este o comună în raionul Balta, regiunea Odesa, Ucraina, formată din satele Berezivka și Objila (reședința).

## Demografie
Componența lingvistică a comunei Objila
     Ucraineană (95,04%)
     Română (2,57%)
     Rusă (2,3%)
     Alte limbi (0,09%)
Conform recensământului din 2001, majoritatea populației comunei Objila era vorbitoare de ucraineană (95,04%), existând în minoritate și vorbitori de română (2,57%) și rusă (2,3%).